# Processus primaire - Processus secondaire
En psychanalyse, Sigmund Freud décrit deux modes de fonctionnement du psychisme : le processus primaire caractérisant l'inconscient et le  processus secondaire correspondant au système préconscient-conscient, au niveau de la première topique.

## Distinction des deux processus
Du point de vue topique, « le processus primaire caractérise le système inconscient, le processus secondaire caractérise le système préconscient-conscient ».
Les processus secondaires sont conscients et déterminés par le principe de réalité. On utilise alors des voies détournées pour satisfaire le désir.